# Sågarbo

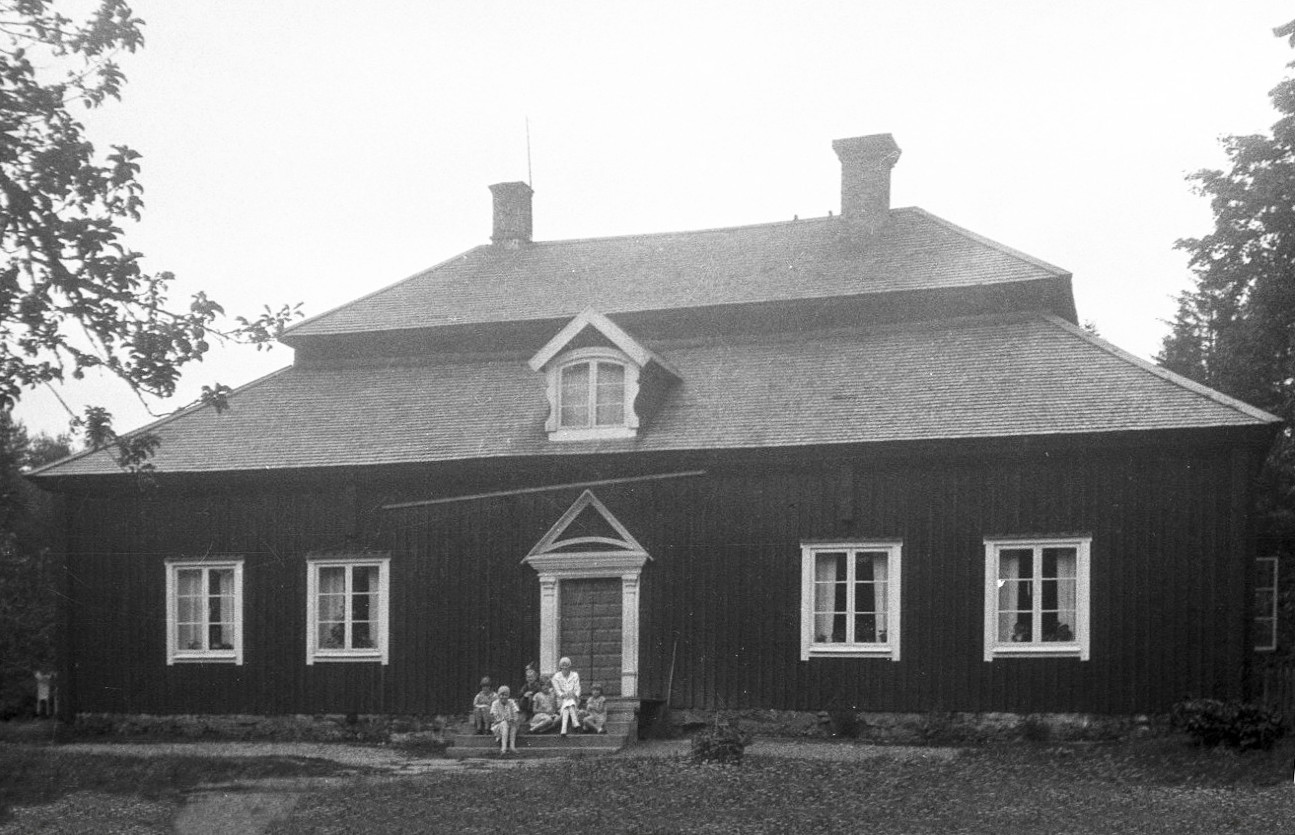
Sågarbos huvudbyggnad på 1930-talet.

Sågarbo herrgård (även kallad Anckarströms gård) är en herrgård och ett tidigare säteri med byggnader från 1700-talet belägna vid Gävlebukten i Älvkarleby socken, Älvkarleby kommun i Uppsala län. Gården ägdes av släkterna Anckarström och De Geer.

## Historik
Bakgrunden till gårdsnamnet går enligt traditionen tillbaka till 1500-talet då Gustav Vasa lät skicka 13 sågare till kronans varv i Rotskär för att bygga krigsskepp av ek och ask. Torpet de bosatte sig på fick namnet Sågarbo. 

### Anckarströms tid

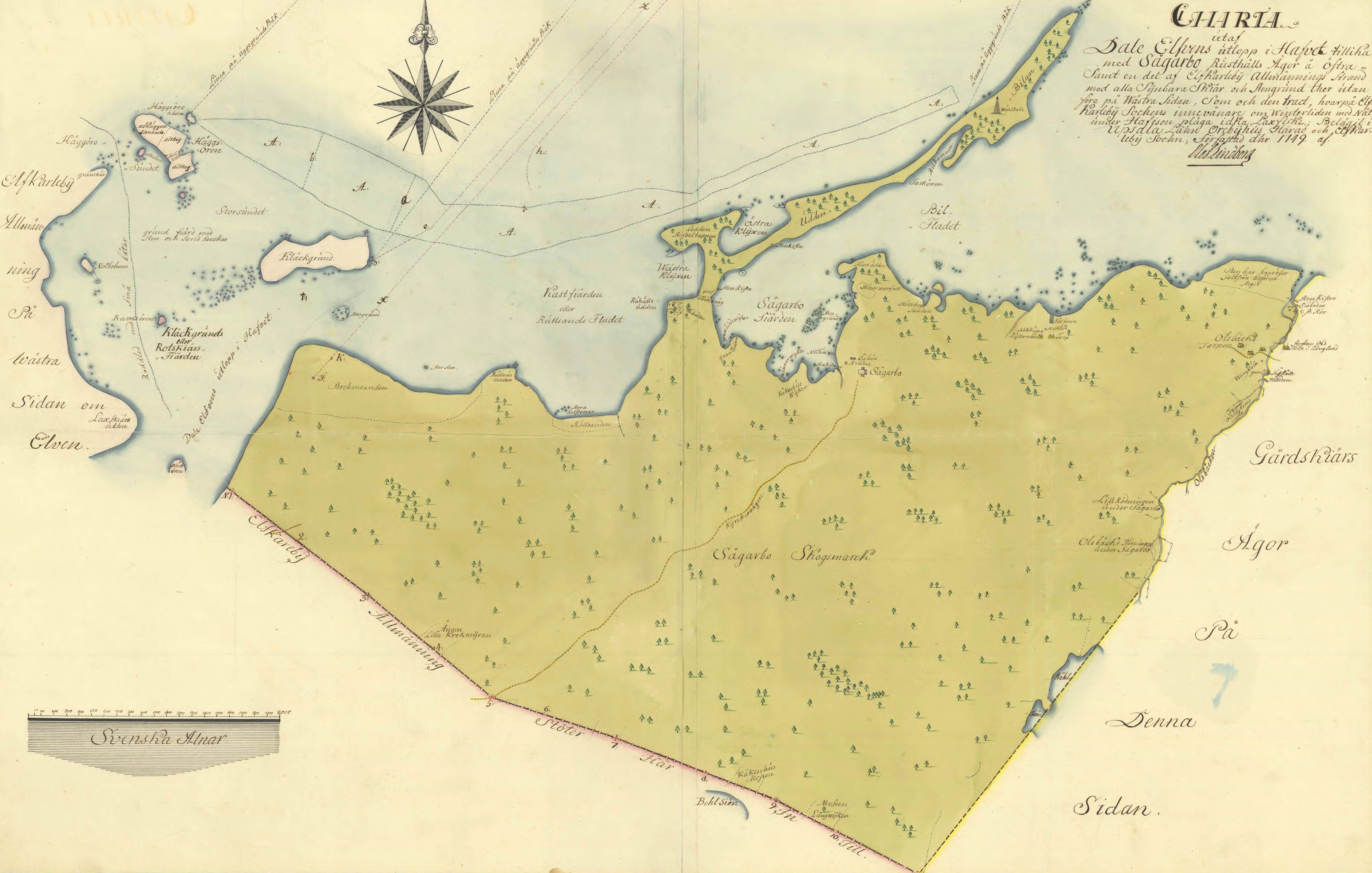
Sågarbos ägor på en karta från 1747.

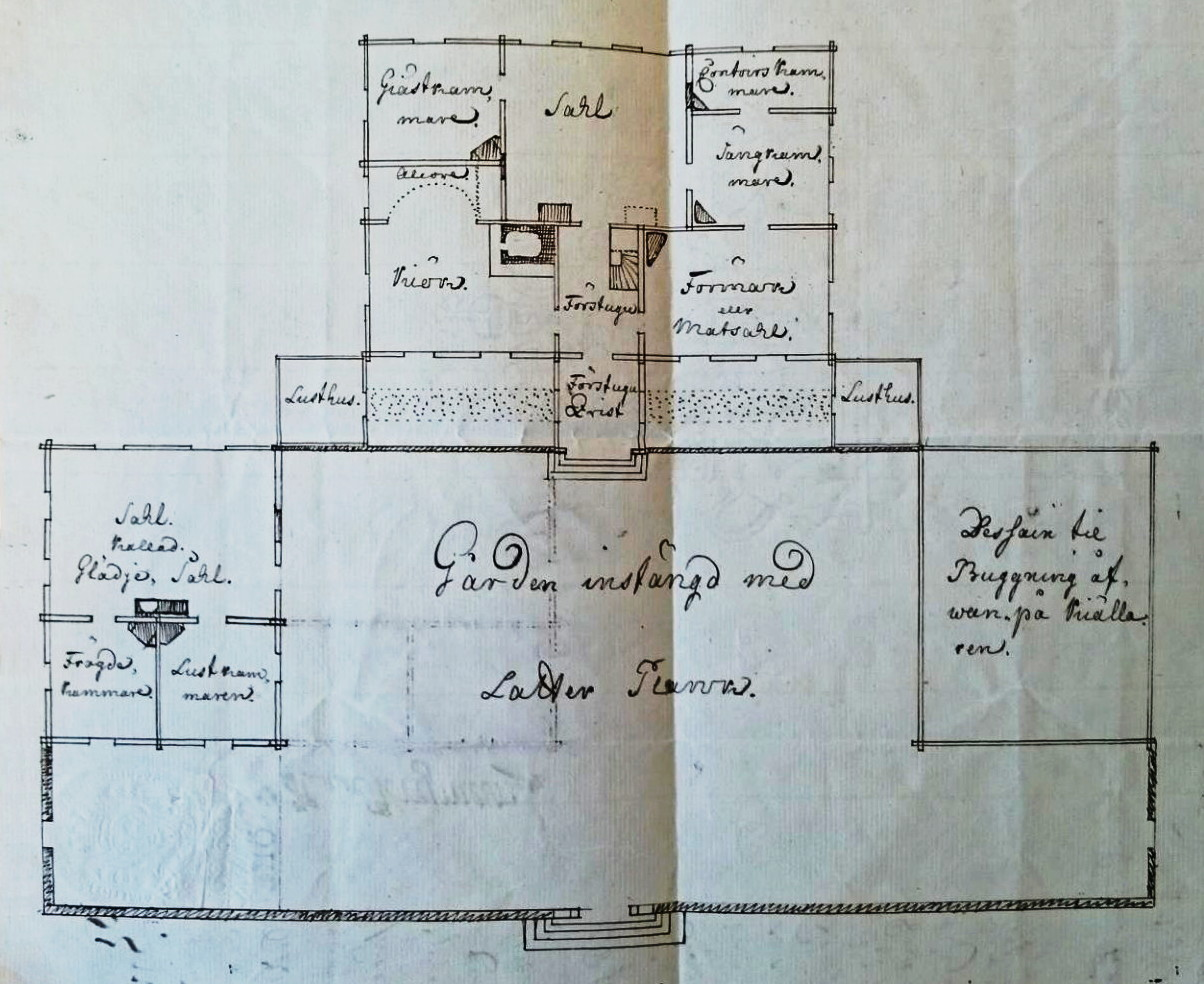
Gårdens planritning från 1755.

Torpet Sågarbo köptes 1676 av bergmästaren Erik Hammarin, adlad Ehrencrona, gift med Catharina Anckarström. Ett år senare förvärvade han även torpen Tuppen och Kåkenhusen (eller Kockenhus) som han slog samman till ett kronohemman kallat Sågarbo. Till egendomen hörde även hemmanet Bremen (Brämen) som redan på 1650-talet lydde under Sågarbo. Den nya gården var ett rusthållshemman vilket innebar att gårdsägare och -brukare skulle bekosta ryttare, häst och mundering till kavalleriet. Under 1600-talets slut förekom namnet Kastet parallellt med Sågarbo. Paret Ehrencrona / Anckarström drev gården själva med några anställda drängar och pigor medan torpet Bremen var utarrenderat till fyra bönder från Rotskär.
Efter Ehrencronas död 1685 ärvdes Sågarbo av änkan Catharina som 1688 sålde egendomen till sin bror brukspatronen David Anckarström på Söderfors. Troligen var det han som lät uppföra den första ståndsmässiga huvudbebyggelsen. Gården var ett litet jordbruk med några anställda och torpare. Omgivningen drabbades av rysshärjningarna sommaren 1719 förmodligen så även Sågarbo. 
Efter David Anckarströms död 1720 ärvdes Sågarbo av sonen Claes (född 1688 på gamla Sågarbo). Det var han som lät bygga nya Sågarbo, ett 50-tal meter öster om den ursprungliga gården. På en karta upprättad 1749 av Olof Lindberg syns ”Sågarbo Rusthålls Ägor” och huvudbebyggelsen som fortfarande finns kvar än idag. Corps de logi gestaltades i Karolinsk stil och uppfördes kring 1720-talets mitt. 1727 flyttade Anckarström med stort hushåll till sin nya gård. Till egendomen hörde även halvön Billudden, idag en del av Billuddens naturreservat. Utöver Sågarbo med dess tillgångar ägde Claes Anckarström även fyra frälsegårdar i Älvkarleby.

### Bebyggelsen
Gårdsbebyggelsen anlades strängt symmetriskt med mangården i mitten, två mindre lusthus på hörnen och två fristående flyglar, en norra och en södra. Mangården mätte 32 x 21 alnar (motsvarande 19,2 m x 12,6 meter) och fick det tidstypiska säteritaket. Byggnaden innehöll sex rum med en större sal i centrum samt en förstuga vid entrén. Den ursprungliga planlösningen är idag fortfarande intakt. Enligt en byggnadsritning från 1755 var den norra flygeln färdigställd, medan den södra var påbörjad med en källare och skulle få samma ”design” som den norra, vilket aldrig skedde. Mellan huvudbyggnad och flyglarna låg en inhägnad innergård. Söder om mangården fanns trädgården.

### De Geers tid

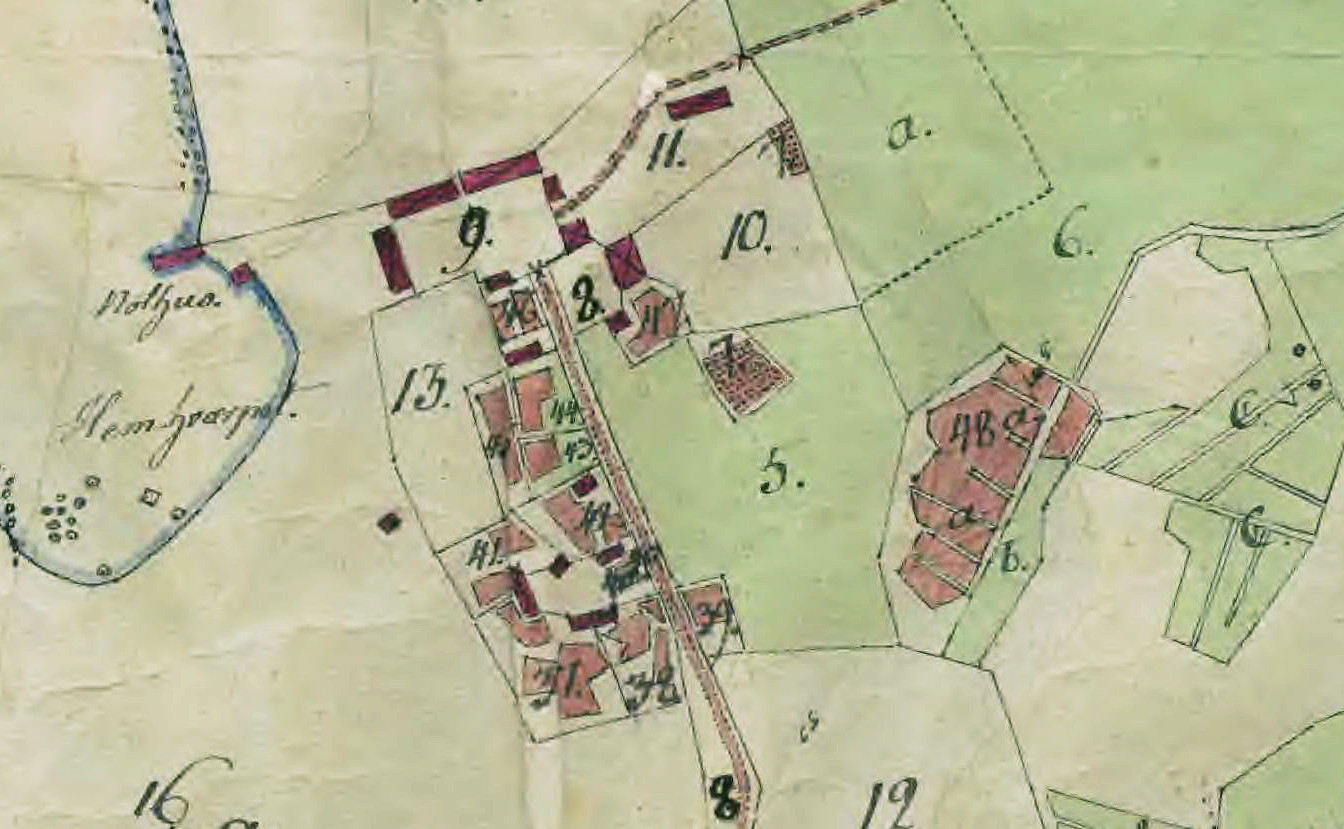
Sågarbos huvudbebyggelse 1814.

Nästa ägare var friherre Charles De Geer på Lövsta bruk som 1755 förvärvade Sågarbo av Claes Anckarström för 75 000 daler kopparmynt. Anledningen till försäljningen var de ekonomiska svårigheter som Anckarström drabbats av. I och med De Geers förvärv blev Sågarbo en del i ett stort brukskomplex där Sågarbo underordnades Karlholmsbruk. 
År 1755 hörde till gården fem torp, ett ryttartorp samt tre jordetorp. Under 1700-talets andra hälft och början av 1800-talet ökade antal anställda på Sågarbo där man nu producerade huvudsakligen träkol som behövdes för Lövsta bruks järnproduktion. I början av 1800-talet beboddes gården av bokhållare, gårdsfogdar eller befallningsmän vilka ansvarade för driften.
När Lövsta fideikommiss ärvdes på svärdssidan gick allt som förvärvades före 1730 till dottern friherrinnan Sofia Eleonora Charlotta De Geer af Leufsta (kallad Charlotte). Den stora egendomen förvaltades av hennes make greve Baltzar Julius Ernst von Platen. Efter hans död 1875 gick Sågarbo till hustrun Charlotta von Platen (död 1888). Samtidigt miste gården sin funktion som kolleverantör till Karlholmsbruk och sin roll som centrum för ett förvaltningsdistrikt. 1870 delades Sågarbo av före detta kolare och torpare i sex delar om ¹/₁₂ mantal vardera. Två av dem bodde på gården. År 1873 inrättades en skola i huvudbyggnaden och 1876 byggdes en ångdriven såg norr om gården.

### Stora Kopparbergs tid

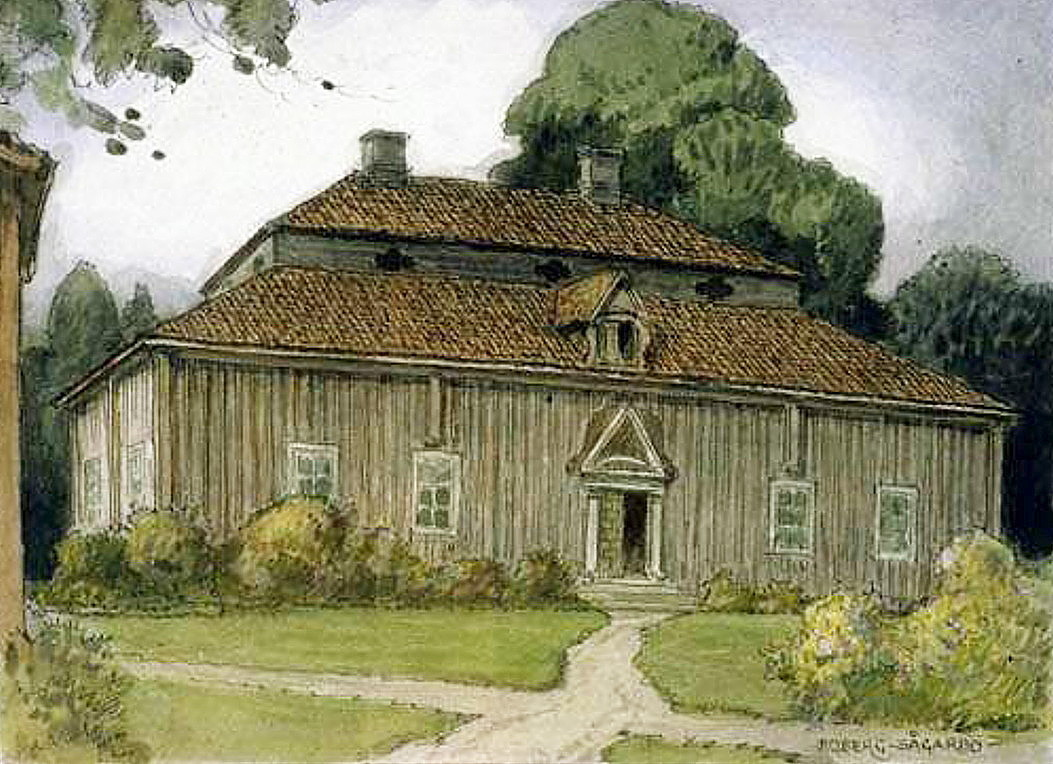
Sågarbo herrgård i Ferdinand Bobergs tolkning, akvarell, 1920-tal.

Skogen var gårdens stora tillgång varför Sågarbo 1895 förvärvades av skogskoncernen Stora Kopparbergs Bergslags AB för att användas som virkesleverantör till Skutskärs sågverk. Stora Kopparberg lät även modernisera bebyggelsen och byggde upp en semesterverksamhet. Den gamla delen av Sågarbo med huvudbyggnaden och gamla ladugården utarrenderades efter 1903. Under 1920- och 1930-talen var huvudbyggnaden uthyrd som sommarbostad. Hit kom även arkitekten Ferdinand Boberg under sin dokumentationsresa genom Sverige. Från Sågarbo existerar en teckning och en akvarellmålning från 1921 som ingår i Bobergs projekt Svenska bilder.

### Sågarbo blir semesterby
1946 anlade Stora Kopparberg en stugby söder om huvudbyggnaden på initiativ av Marcus Wallenberg. Ibland kom Gustav V och Gustav VI Adolf för att jaga med Wallenberg. I början av 1980-talet förvärvades Sågarbo semesterhem av Stiftelsen för fritidsområden och naturvård i Uppsala län (Upplandsstiftelsen). År 2001 övergick gården i privat ägo.